# Histoire des cabinets d'avocats au Canada
 (avril 2024).
La mise en forme du texte ne suit pas les recommandations de Wikipédia : il faut le « wikifier ».
Les points d'amélioration suivants sont les cas les plus fréquents. Le détail des points à revoir est peut-être précisé sur la page de discussion.
- Les titres sont pré-formatés par le logiciel. Ils ne sont ni en capitales, ni en gras.
- Le texte ne doit pas être écrit en capitales (les noms de famille non plus), ni en gras, ni en italique, ni en « petit »…
- Le gras n'est utilisé que pour surligner le titre de l'article dans l'introduction, une seule fois.
- L'italique est rarement utilisé : mots en langue étrangère, titres d'œuvres, noms de bateaux, etc.
- Les citations ne sont pas en italique mais en corps de texte normal. Elles sont entourées par des guillemets français : « et ».
- Les listes à puces sont à éviter, des paragraphes rédigés étant largement préférés. Les tableaux sont à réserver à la présentation de données structurées (résultats, etc.).
- Les appels de note de bas de page (petits chiffres en exposant, introduits par l'outil «  Source ») sont à placer entre la fin de phrase et le point final[comme ça].
- Les liens internes (vers d'autres articles de Wikipédia) sont à choisir avec parcimonie. Créez des liens vers des articles approfondissant le sujet. Les termes génériques sans rapport avec le sujet sont à éviter, ainsi que les répétitions de liens vers un même terme.
- Les liens externes sont à placer uniquement dans une section « Liens externes », à la fin de l'article. Ces liens sont à choisir avec parcimonie suivant les règles définies. Si un lien sert de source à l'article, son insertion dans le texte est à faire par les notes de bas de page.
- La présentation des références doit suivre les conventions bibliographiques. Il est recommandé d'utiliser les modèles {{Ouvrage}}, {{Chapitre}}, {{Article}}, {{Lien web}} et/ou {{Bibliographie}}. Le mode d'édition visuel peut mettre en forme automatiquement les références.
- Insérer une infobox (cadre d'informations à droite) n'est pas obligatoire pour parachever la mise en page.

Pour une aide détaillée, merci de consulter Aide:Wikification.
Si vous pensez que ces points ont été résolus, vous pouvez retirer ce bandeau et améliorer la mise en forme d'un autre article.
Une esquisse de l'histoire des cabinets d'avocats au Canada permet de retracer l'évolution de la pratique privée dans le cadre de l'histoire du droit au Canada.
Les cabinets d’avocats, faisant partie intégrante à la profession juridique, ont évolué au fil du temps pour répondre aux besoins des citoyens canadiens. Une telle évolution est le résultat des développements politiques, culturels, économiques et sociaux durant les dernières époques. Certains évènements clés qui ont révolutionné les cabinets d'avocats depuis le 19e siècle jusqu’à la fin du 20e siècle consistent en l'innovation du transport, la révolution industrielle, le Laurier Boom, la Grande Dépression et la Deuxième Guerre mondiale; ce qui ont révolutionné les méthodes d'embauche et l'opportunité aux minorités de pratiquer le droit au sein de grands cabinets. Ces évènements historiques ont engendré diverses formes d’organisations pour les cabinets, dont la majorité est toujours présente dans notre société canadienne aujourd’hui.

## L'innovation du transport: 1820-1880
Le 19e siècle marque de grands changements pour l’Amérique du Nord britannique. Des exemples de ces changements comportent la création de l’union du Haut et du Bas-Canada en 1841 ainsi que la confédération adoptée durant l’année 1867. Avant que la révolution industrielle puisse affecter l’économie canadienne, celle-ci était dépendante sur des ressources comme le blé, le bois, l’exploitation minière et la pêche. Ainsi, les eaux navigables étaient le seul principal type de transportation accessible durant les années 1820 jusqu’à ce qu’une nouvelle forme de transportation ait vu le jour au Canada ; les chemins de fer. Celle-ci a été créée avec le but d’avoir une transportation accessible à travers le Canada à tout temps, d’une manière plus efficace. Ces chemins de fer transportaient des produits ainsi que des passagères. Cette forme de transportation a créé une nouvelle opportunité aux avocats à devenir pour la première fois des conseillers internes pour ces compagnies de chemins de fer, comme l’avocat Aemilius Irving. Ces compagnies nécessitaient des conseils juridiques pour ces transactions légales, pour des accidents litigieux ainsi que pour des disputes (entre passager et compagnie) qui nécessitent des résolutions d’un avocat.
Autre que les avocats qui conseillaient de manière interne pour ces compagnies de chemins de fer, la majorité des cabinets avant les années 1880 était composé d’un seul avocat (et donc le cabinet était l’avocat). Cela est dû au fait que la majorité des transactions durant les années 1800 nécessiterait seulement les conseils d’un seul avocat à la fois. Ces cabinets offraient des conseils relativement simples aux petits commerçants, aux mécaniciens et aux artisans. De manière générale, l'avocat donnait des conseils sur des questions autour le marché, la propriété, et l'exécution des créances sur les débiteurs.
Les cabinets familiaux, qui comprenaient 2-3 avocats de la même famille, étaient une exception à cette forme traditionnelle des cabinets d’avocats. Ainsi, la plupart des avocats qui pratiquaient le droit occupaient des postes dans le gouvernement. Dans les années 1830, certains cabinets se sont retrouvés dans une expertise avec une clientèle régulière en raison de l’augmentation des services nécessaire. Le cabinet Torrence-Morris était composé de 2-3 avocats (plutôt rares à cette époque), un assistant juridique et ils pratiquaient le droit commercial, en rédigeant des testaments et successions. Ce cabinet donnait des conseils juridiques à une grande clientèle située à Montréal, comme les compagnies d’assurance. 

## Une période de transition: 1880-1919
Cette période de l’histoire est vue par la profession légale comme étant une période de transition. Les décennies qui ont précédé la Première Guerre mondiale en 1914 (la période du Laurier Boom entre 1896-1913) peuvent être définies comme une période où l’économie a connu une croissance totale. Cette croissance a généré de nombreux avantages économiques et à donner naissance à des entreprises plus grandes, à de nouvelles formes d’organisation ainsi que des nouvelles opportunités pour les avocats en cabinets.  
Certaines des nouvelles opportunités pour les avocats en cabinets proviennent de l’établissement et l’exploitation des nouveaux produits de base comme ; les produits miniers, le papier et l’énergie hydroélectrique, ainsi que l’utilisation des chemins de fer transcontinentaux pour faire transporter le blé dans l’ouest du pays. En conséquence des évolutions continues dans le transport, ces offices d’avocats ont été capables d’améliorer leur compétence sur des questions litigieuses, car les compagnies de chemins de fer avaient besoin les conseils d’un avocat. 
En raison des développements industriels à travers tout le pays et de nouvelles institutions financières (sociétés de prêts), beaucoup plus d’avocats en cabinets pratiquaient le droit corporatif et avaient même pris la décision de se spécialisée dans ce domaine. Les grands cabinets ont joué un rôle pertinent dans l’expansion des services financiers (banques) en leur prenant en tant que client. Par exemple, l’institution de service financier de Montréal a embauché le cabinet Campbell, Meredith avec le but que celle-ci puisse leur aider à rester autonomes comme institution et de s’autoréglementer.  
Ainsi, l’industrie des services d’utilité publique a apporté du travail aux avocats, comme des litiges sur des questions de tarifs et les blessures personnelles. Au début du 20e siècle, les cabinets ont commencé à grandir, devenant généralement des cabinets d'avocats de 5-8 membres, pour répondre aux besoins de leurs clients. La majorité des avocats employés dans ces grands cabinets à cette époque étaient des hommes blancs et protestants, en raison des barrières religieuses et des stéréotypes répandus dans la société. Bref, les avocats qui font partie d’un groupe ethnique minoritaire devraient généralement former leur propre petit cabinet composé d’individus ayant le même arrière-plan. 
Les méthodes de recrutement utilisées par les cabinets reposaient principalement sur les liens sociaux établis par l’avocat (qu’ils soient politiques ou familiaux) plutôt que sur leur diplôme. En général, les cabinets étaient chargés de rédiger des contrats complexes avec des employés et des partenaires, de protéger les entreprises contre les réglementations gouvernementales et de porter plainte devant les tribunaux judiciaires. 

## Après la Première Guerre mondiale - avant la Deuxième Guerre mondiale: 1920-1939
Les années 1920 et 30 ont été perçues comme une période d’instabilité pour les entreprises commerciales telles que les cabinets d’avocats, en raison de la Première Guerre mondiale, de la Grande Dépression et le krach boursier de 1929. La majorité des individus étaient sans emploi, les marchés maritimes n'étaient plus utilisés pour les produits primaires et les fermiers ont été touchés par les désastres liés aux changements climatiques. Par conséquent, de nombreux petits cabinets d’avocats étaient très mal financés, ce qui a entraîné une augmentation du nombre de cabinets composés d’un avocat. Toutefois, les grands cabinets qui avaient des institutions gouvernementales comme clients ont été capables de se maintenir financièrement et de faire l’expansion de leur cabinet pour être composés d’entre 9-12 avocats. Afin de s’aider dans cette période d’incertitude, il y avait de plus en plus de cabinets qui ont décidé de se fusionner afin d’aider avec les dépenses du cabinet. 
La Dépression a suivi le début des années 1930, ce qui a engendré un stress économique supplémentaire pour les cabinets d’avocats, car ils dépendaient d'un important montant de leur chèque social pour subvenir à leurs besoins. Par exemple, le cabinet Raymond et Honsberger avaient un salaire annuel d’environ 1 000 dollars pour les deux partenaires, ce qui était indispensable pour assurer la survie du cabinet. Les avocats ont dû accepter des poulets, des costumes d’un tailleur et des voitures en échange de services juridiques pendant ces temps difficiles.  
Les années précédant la Deuxième Guerre mondiale sont marquées par le redressement de l’économie dans l’État, ce qui a donné aux cabinets la possibilité d’embaucher de nouveaux avocats, d’avoir de nouveaux clients et d’augmenter leur salaire annuel. Le nombre d'avocats dans les cabinets les plus importants de l'État a augmenté de 15 à 20 avocats par cabinet.
Le recrutement entre les années 1920-1930 était encore une fois basé sur les liens sociaux du particulier. Il y avait encore peu de femmes qui pratiquaient le droit, et les quelques femmes qui pratiquaient dans ces cabinets avaient des fonctions administratives.

## Durant et après la Deuxième Guerre mondiale: 1939-1970
La Deuxième Guerre mondiale a emporté plusieurs changements aux cabinets d’avocats au Canada. L’État canadien a mis en place un programme visant à stimuler le développement économique au sein du pays, ce qui a entraîné une nouvelle forme d’intervention gouvernementale. L’intervention gouvernementale a encouragé plusieurs avocats à travailler pour le gouvernement, au lieu de rester avec une pratique privée. La guerre a ainsi affecté les relations de travail, et donc les compagnies ont dû se procurer un avocat pour obtenir des conseils juridiques sur la matière.
La fin de la guerre a ainsi entrainé la période qu’on appelle la période « Boom » qui a duré jusqu’aux années 1970. L’État s’est retrouvé avec de nouvelles richesses; le gaz naturel, l’huile et l’uranium, ce qui a alimenté la croissance économique du pays. Les canalisations ont attiré l’attention des grands cabinets corporatifs durant les années 1950, car ces compagnies exigeaient les conseils des avocats dans ce domaine afin d'effectuer la construction, la distribution du produit et la rédaction des contrats. L’arrivée des immigrants après la guerre qui voulait se faire construire une maison est devenue partie de la clientèle des petits cabinets qui n’était pas intéressée aux droits commerciaux.
Bref, en conséquence du volume augmenté des activités des industries, la complexité des transactions et les nouveaux domaines de spécialisation qui sont apparus durant cette époque, les cabinets d’avocats ont été encouragés de faire l’expansion afin de satisfaire aux besoins de la société. En 1942, le cabinet d’avocat le plus gros au Canada était composé de 25 avocats. Dans les années précédant 1962, les 10 meilleurs cabinets de l’État comptaient au moins 20 membres, ce qui devenait de plus en plus populaire. Dans la prochaine décennie, certains grands cabinets sont devenus composés d’au moins 35 avocats. Un exemple est le cabinet Bull, Housser, qui était composé de 35 avocats durant 1970.  
En ce qui concerne le recrutement, les années 1950 marquent le début des pratiques d’embauches qui prend en compte le diplôme reçu et non seulement les liens  sociaux et familiales de l’avocat. 
La Deuxième Guerre mondiale a donné plus d’opportunités aux femmes de pratiquer le droit au sein de ces grands cabinets, car certains offices avaient besoin de remplacer ceux qui avaient servi dans le militaire. Bref, les années 1945-1950 sont le début d’un long processus d’acceptation des avocates dans les cabinets. Un exemple de cette réalité est l’avocate Wilson qui a été embauchée par le cabinet Osler, Hoskin et Harcourt. Les fonctions de l’avocate Wilson étaient limitées à la recherche et de donner des avis aux autres avocats; elle ne pouvait pas aider les clients directement. 
Les membres des groupes minoritaires ethniques avaient ainsi à leur tour des difficultés à se faire embaucher par de grands cabinets. Toutefois, avec l’arrivée de plusieurs immigrants dans le pays après la fin de la Deuxième Guerre, certains avocats minoritaires comme l’avocat John Millar ont décidé de tirer avantage de la situation et d’établir un petit cabinet (composé d’un avocat Juif, d’un avocat Noir et d’un avocat Autochtone) afin de satisfaire aux besoins juridiques des immigrants minoritaires qui rentraient dans le pays. 

## Des développements modernes: 1970 - 1999
D’une manière historique, les années 1970 sont marquées par une plus grande présence de l’état, des taux élevés d’inflations et de chômages, ainsi que l’expansion inter-provinciale et internationale des cabinets corporatifs. Les années 1980 et 1990 sont marquées par une récession nationale, due au fait que beaucoup des produits responsables du boom précédant ont fait faillite; c’est le cas des pêcheries et des industries charbonnières dans les Maritimes, de certaines institutions financières et sociétés fiduciaires, ainsi que des industries d’huile en Alberta.  
La légalisation comme telle des activités corporatives a eu deux effets sur l’expansion des cabinets d’avocats depuis les années 1970. Sur un côté, cette légalisation a permis l’augmentation des litiges en tribunaux dans le secteur privé, en matière du droit commercial et des contrats. Bref, comme la majorité de ces très grands cabinets se sont spécialisés dans le droit commercial, les petits cabinets composés d’un à trois avocats avaient une clientèle régulière, pour régler leurs problèmes quotidiens. 
D'autre part, cette légalisation est la conséquence d’une augmentation des avocats qui travaille de manière interne avec des corporations. Dans les années 1980 par exemple, le nombre d’avocats qui donnait des conseils internes pour des corporations a augmenté de 86,3%. Cette époque marque donc l’expansion des cabinets corporative dans tout le pays, ainsi que la présence d’un nouveau type de cabinet ; les cabinets « mega » et élites. Ces cabinets sont généralement composés entre 50 et 100 avocats, mais certains comptes plus que 100 avocats, ayant plusieurs cabinets dans différentes régions. Entre les années 1971 et 1871, 4 cabinets à Toronto ont fait l’expansion, ce qui a transformé un cabinet composé de 50 avocats à devenir un cabinet de 100 avocats. À la fin des années 1980, plus de 19 cabinets d’avocats avaient fait des changements et étaient devenus des cabinets élites comptant plus de 100 avocats. En conséquence de cette réorganisation structurale, le principe de bureaucratisation a été appliqué dans ces cabinets élites afin qu’ils puissent établir une hiérarchie.
Dans les cabinets de premier plan, le recrutement se base maintenant principalement sur l’éducation obtenue par l’avocat, ce qui a permis à plus de gens qui font partie des groupes minoritaires (comme les femmes, les Juifs, les Autochtones) d’être embauchées par le cabinet et d’en faire pleinement partie. Alors que plus que la moitié des avocats pratiquant dans les cabinets à Toronto dans les années 1950 avaient les qualités d’un homme blanc et un arrière-plan protestant anglo-saxon, ce taux a diminué à environ un cinquième durant le commencement de l’année 1980. Toutefois, à ce stade, les femmes n’ont pas encore réussi à percé les barrières de hiérarchie, ce qui limite les possibilités d’avancer au sein du cabinet, comme devenir partenaires.